# Smaïn Aït Ali Belkacem
Pour les articles homonymes, voir Aït Ali et Belkacem.
Smaïn Aït Ali Belkacem (né à Blida en juillet 1968), surnommé Omar Allaoui, est un terroriste islamiste Algérien membre du Groupe islamique armé et l’un des principaux responsables de la vague d'attentats commis en France en 1995, notamment celui du RER B à Saint-Michel. Il est arrêté à l’automne 1995. 

## Biographie
Issu d’une fratrie de huit enfants, il suit une formation d’infirmier jusqu’aux « manifestations violentes de 1988. » Après avoir « perdu le goût de vivre en Algérie », il part pour l’Europe en 1990, séjournant en Espagne, aux Pays-Bas, en Pologne, après un bref retour en Algérie faute de papiers en règle.
Installé en France, il habite alors dans le quartier de la Poste à Villeneuve-d'Ascq, dans le Nord.

### Arrestation
Le 1er novembre 1995, vers 22 h 30, Boualem Bensaïd, qui sort d'une cabine téléphonique, est arrêté à Paris par les policiers de l’Unité recherche, assistance, intervention et dissuasion (RAID). Bensaïd venait de donner l'ordre à Smaïn Aït Ali Belkacem de poser une bombe le lendemain matin, sur le marché de Wazemmes à Lille,.
Le 2 novembre 1995, Smaïn Aït Ali Belkacem est arrêté par des hommes des Renseignements généraux en pleine nuit dans son appartement de la Poste à Villeneuve-d'Ascq,. Une panoplie d'artificier[pas clair] a été trouvée dans son appartement, notamment 4,8 kg de poudre granuleuse, 183 cartouches, 3 pistolets, une bonbonne de gaz sciée, des écrous et des réveils trafiqués,. Les enquêteurs trouveront aussi sur Smaïn Aït Ali Belkacem une carte orange utilisée le 17 octobre 1995 en sortie de la gare de Javel entre 6h52 et 7h.

### Procès
Son procès devant la Cour d’assises spéciale de Paris se tient du 1er au 30 octobre 2002. Il concerne la vague d'attentats commis en France en 1995. Smaïn Aït Ali Belkacem est condamné à la réclusion criminelle à perpétuité sans période de sûreté comme auteur principal de l'attentat du musée d'Orsay lors de son procès en appel en 2003.

### Rôle
Il est considéré comme l'artificier des poseurs de bombes.
Pour les policiers, Smaïn Aït Ali Belkacem faisait partie d'un réseau dormant, activé par Bensaïd depuis la mort de Khaled Kelkal. Il était le chef du réseau nordiste et était assisté par Mohamed Drici et Ali Benfattoum,,, également arrêtés puis condamnés.

### Projets d'évasion
En mai 2010, quatorze personnes soupçonnées d'avoir planifié son évasion de la maison centrale de Clairvaux (Aube) sont arrêtées en région parisienne et dans le Cantal. Belkacem est condamné en 2013 à 12 ans de prison dont sûreté des deux tiers; sa peine pour évasion se cumulant avec sa condamnation antérieure (article 434-31 du Code pénal), huit ans s'ajoutent à sa peine incompressible initiale  de 18 ans, en repoussant la fin à 2022. Son épouse se voit retirer son permis de séjour en France à la suite de cette tentative d'évasion .
En mars 2013, alors à la prison de Réau, Belkacem et un complice allument des fumigènes pour gêner les caméras et tentent de faire exploser une porte à l'aide de penthrite obtenue par le co-détenu, braqueur radicalisé en prison, mais la serrure résiste, et il est condamné le 18 mai 2017 à douze ans de prison dont sûreté des deux tiers.
En 2018 il incendie sa cellule à la prison de Vendin-le-Vieil.
Le 15 octobre 2020, il est condamné à huit mois de prison ferme pour avoir détenu un téléphone portable (caché dans un pot de sucre) en mai 2019 dans une prison de Valence.